# Єврейське кладовище (Освенцим)
Єврейське кладовище в Освенцимі— було зруйновано німцями під час Другої світової війни і частково відновлено євреями, які пережили Голокост. У комуністичній Польщі воно занепало і було повністю відновлено в 1990-х роках.

## Історія
В Освенцимі раніше було єврейське кладовище, але його місце розташування було втрачено. Більш раннє кладовище було засноване близько 1588 року (збережені документи свідчать про те, що цього року земля була передана місцевій єврейській громаді для будівництва кладовища і синагоги). Початкове кладовище було закрито наприкінці XVIII століття через правила, які вимагають, щоб кладовища були перенесені за межі внутрішніх міст. У 1784 році в Освенцимі було виділено місце для нового єврейського кладовища, якого не існує.
Кладовище було засноване в 1784 році на перетині вулиць Домбровського і високі Бжеги. Спочатку воно займало площу в 26 загонів (0,5 гектара). Єврейська громада платила за це місце 30 злотих на рік, а також наймала власного трунаря і адміністратора. Найстаріша мацева, знайдена на кладовищі − це надгробок Авраама Абби, сина Ашера Зеліга, який помер 21 жовтня 1757 року. Надгробок спочатку знаходився на найстарішому кладовищі, а потім був перенесений на теперішнє місце. На мацеві є напис на івриті. Вона була відреставрована і виставлена в музеї євреїв єврейського центру Освенцима.
У липні 1941 року кладовище було закрито окупаційною німецькою владою. Після закриття кладовище було розграбовано в пошуках будівельних матеріалів. Масово використовувалися як будівельні матеріали, викидалися в річку Сола, залишалися в інших частинах міста. Місцеві жителі знайшли їх у різних місцях після закінчення війни. Площа кладовища також різко скоротилася.

## Післявоєнний період
Територія кладовища не обгороджена, і половина його повністю перекопана. Будівництво цвинтарної стіни є нагальним питанням, враховуючи, що місцевість кладовища використовується як дорога. Велика кількість пам'ятників була демонтована після війни, кілька євреїв повернулися в Освенцим і доклали зусиль для відновлення кладовища. 
У листі, відправленому в 1946 році єврейським комітетом в Освенцімі Єврейському комітету в Кракові, говориться: в різних частинах міста, і тому необхідно зібрати їх і розмістити на кладовищі.
У 1947 році була проведена загальнонаціональна кампанія зі збору коштів, очолювана Комітетом громадян. Його метою було побудувати нову стіну і захистити вцілілі могили. Кладовище знаходилося в напівзруйнованому стані, і на ньому була величезна воронка від повітряного бомбардування. Кампанія пройшла успішно, і кладовище отримало нову стіну.
До початку 1960-х років всі євреї покинули місто, і кладовище знову виявилося незахищеним. У 1992 році право власності було передано місту Освенцим. У 1998 році ділянка була передана у власність єврейської громади Бельсько-Бяла. Кладовище залишалося в недоглянутому стані і знаходилося під загрозою заволодіння землею місцевою владою.
У період з 1987 по 1988 рік Ашер Шарф з Нью-Йорка, Сполучені Штати, сплатив капітальний ремонт, включаючи нову стіну і вхідні ворота. Сім'я Захер також відновила свій охель. Історія Ашера Шарфа показана у фільмі 2006 року" врятований депортацією".

## Сучасне кладовище
У грудні 2003 року 16 надгробків на кладовищі були зруйновані невідомими особами. Кількома днями раніше на стіні кладовища були намальовані дві великі свастики. Вони були вилучені муніципальною поліцією.
З 2014 року волонтери з Фонду Мацеви, служби примирення  заради миру і місцеві волонтери відремонтували кілька ділянок зовнішньої стіни, встановили мацеви на 25 бетонних підставках і проклали гравійну доріжку, що веде до охеля в задній частині кладовища. Також з 2014 року кладовище внесено до списку пам'яток архітектури. Згідно з Національним інститутом культурної спадщини та його реєстром пам'яток, кладовище є одним з найбільш доглянутих і добре відреставрованих кладовищ в Малопольському регіоні; збережені надгробки мають значну художню цінність, а ландшафт, з високою зеленню, надає парковий вигляд.

## Пам'ятні поховання
- Шимсон Клегер;
- Якуб Хаберфельд;
- Віктор Овадія Лейблер;
- Енох Хенненберг;
- Йозеф Тиберг.

## Форми надгробків
Класичні пласкі мацеви з піщаника є переважаючою формою на єврейському кладовищі в Освенцимі. Через матеріал ці надгробки часто розшаровуються і з часом псуються. Інші форми, присутні на кладовищі, — це обеліски і невеликі вертикальні надгробки.
На надгробках часто розміщувалися декоративні або символічні зображення, пов'язані з символікою і містикою іудаїзму. Найбільш поширеними символами на кладовищі Освенцима є візерунки корони, пальми і свічника з п'ятьма рукоятями.

## Мацева
Мацева на кладовищі має типову форму стоячого прямокутника, закритого напівкруглої аркою, або іноді закритого торцем. Вони зазвичай містять декоративні, символічні елементи або фразу. У разі деяких надгробків текстова частина відокремлена зверху рельєфним виступом. На передній стінці мацеви є напис, зазвичай на івриті. На кількох могилах подружніх пар є подвійні мацеви, закриті напівкруглими арками.
Найстарішою мацевою, знайденої на кладовищі, була надгробна плита Авраама Абби, померлого 21 жовтня 1757 року. Вона була відремонтована і тепер включена в постійну експозицію єврейського центру Освенцима.

## Обеліск
Обеліск являє собою єдиний чотирикутний стовп, звужується догори і усічений вгорі. Написи розміщені як на постаменті, так і у верхній частині обеліска (де також розміщені декоративні та символічні елементи). Пам'ятники такого роду фінансувалися більш заможними городянами (в тому числі сім'єю Хаберфельд).

## Стелла
Форма стилю виконана з вертикальних пластин, закритих двома напівколонами і прикрашених, найчастіше, у формі арки або трикутника. Зазвичай між напівколонами є табличка з написом, а зверху — символічні зображення.

## Місце розташування та відвідувачі
Кладовище закрито. Відвідувачам єврейського центру Освенцима надається ключ.